# Elliptische Geometrie

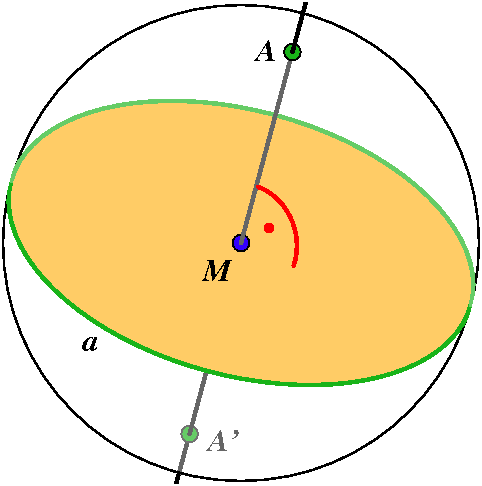
Die reelle elliptische Ebene dargestellt auf der Einheitskugeloberfläche im dreidimensionalen reellen Raum: Einem elliptischen Punkt (Antipodenpaar) wird der Großkreis als Polare zugeordnet, der durch die zu senkrechte Ebene durch aus der Kugel geschnitten wird. Die Zuordnung Pol-Polare ist in der elliptischen Geometrie grundlegend. Eine Darstellung auf der Kugel ist für die elliptischen Ebenen möglich, die projektive Ebenen über einem Teilkörper der reellen Zahlen sind und deren Polarität als quadratische Form gleichwertig zur reellen, elliptischen Standardpolarität ist.

Eine elliptische Geometrie ist eine nichteuklidische Geometrie, in der es im ebenen Fall zu einer gegebenen Gerade {\displaystyle g} und einem Punkt {\displaystyle P}, der nicht auf der Geraden liegt, keine zu {\displaystyle g} parallele Gerade gibt, die durch {\displaystyle P} geht.
In der elliptischen Geometrie gelten gewisse Axiome der absoluten Geometrie, Genaueres hierzu weiter unten in diesem Artikel. Zusätzlich gilt an Stelle des Parallelenpostulats der euklidischen Geometrie das Axiom:
Ist {\displaystyle g} eine Gerade und {\displaystyle P} ein Punkt außerhalb dieser Geraden, dann existiert keine Gerade {\displaystyle h} in der Ebene durch {\displaystyle g} und {\displaystyle P}, die {\displaystyle g} nicht schneidet.
Das bedeutet, dass es in einer elliptischen Geometrie keine Parallelen gibt. Eine andere Alternative zum euklidischen Parallelenaxiom führt zur hyperbolischen Geometrie.

## Eigenschaften von elliptischen Ebenen

### Problem der Axiome der absoluten Geometrie
Es besteht in der Literatur kein allgemeiner Konsens darüber, wie eine Absolute Geometrie durch Axiome gekennzeichnet werden soll. Die in der Einleitung erwähnten geometrischen Axiome für eine „Absolute Geometrie“, die Friedrich Bachmann formuliert hat, sind in Metrische absolute Geometrie vollständig zitiert. Sie stellen einen gewissen Minimalkonsens dar, wenn man der absoluten Geometrie eine Orthogonalitätsrelation als gleichberechtigt zur Inzidenzrelation zugrunde legt. Es ist nicht trivial, diese Axiome mit Systemen zu vergleichen, die die Orthogonalität nicht als Grundrelation einbeziehen.

### Kennzeichnung der elliptischen Ebenen

Ein Polardreiseit ist charakteristisch für die elliptischen Ebenen. Alle rot gekennzeichneten Winkel sind Rechte. Der Punkt ist Pol der Geraden, diese ist die Polare von. Alle Geraden durch schneiden und sind Lote auf. Jede zu senkrechte Gerade geht durch den Punkt.

Auf der genannten Grundlage kennzeichnet Bachmann die elliptische Geometrie durch das Axiom
{\displaystyle \mathbf {P} } Es existieren drei verschiedene Geraden {\displaystyle a,b,c}, die paarweise orthogonal sind.
Kurz: Es existiert ein Polardreiseit.
Unter diesen axiomatischen Voraussetzungen beweist er eine Aussage, die stärker ist als das in der Einleitung genannte „elliptische Parallelenaxiom“:
„In der Gruppenebene einer elliptischen Bewegungsgruppe gelten die projektiven Inzidenzaxiome. Es ist in ihr eine elliptische Polarität gegeben.“
Die eigenwillige Formulierung rührt einerseits daher, dass Bachmann einen gruppentheoretischen Ansatz zugrunde legt (Geraden sind Achsenspiegelungen und Punkte Punktspiegelungen), bei dem für diese Aussage „Punkte“ und „Geraden“ erst künstlich unterscheidbar gemacht werden müssen, andererseits daher, dass er den Begriff projektive Ebene enger fasst als heutzutage üblich: Eine projektive Ebene ist bei Bachmann immer ein zweidimensionaler projektiver Raum über einem Körper, dessen Charakteristik nicht 2 ist, also eine pappussche projektive Fano-Ebene. Mit anderen Worten besagt der Satz:
1. Jede elliptische Ebene ist als Inzidenzstruktur isomorph zu einer projektiven Ebene.
2. Es existiert zusätzlich zu der Inzidenzstruktur eine elliptische Polarität (siehe zu diesem Begriff Korrelation (Projektive Geometrie)). Die orthogonale Struktur der elliptischen Ebene lässt sich als elliptische Polarität der projektiven Ebene beschreiben und umgekehrt.

Eine elliptische Ebene im Sinne der eingangs genannten Axiomatik ist also immer auch eine projektive Ebene. Umgekehrt lässt sich unter gewissen notwendigen Bedingungen aus einer projektiven Ebene eine elliptische Ebene machen:
1. Die projektive Ebene muss pappussch sein, denn in der elliptischen Ebene gilt der Satz von Pappus.[5] Mit anderen Worten: Die projektive Ebene muss ein zweidimensionaler projektiver Raum über einem Körper sein.
2. Die projektive Ebene muss das Fano-Axiom erfüllen: Sonst funktioniert der ganze gruppentheoretische Ansatz so nicht. Es existieren Ansätze, ähnliche Untersuchungen auf Geometrien über Körpern, deren Charakteristik 2 ist, anzustellen. Dazu hat Bachmann (1973) umfangreiche Literaturhinweise.[6]
3. Zusätzlich muss eine elliptische projektive Polarität definierbar sein. Dies geht zum Beispiel nicht

- in einer endlichen pappusschen projektiven Ebene (siehe Korrelation (Projektive Geometrie)#Polaritäten über endlichen Räumen),
- in Ebenen über algebraisch abgeschlossenen Körpern und
- etwas allgemeiner in Ebenen über Körpern mit nur einer Quadratklasse.

Eine hinreichende Bedingung für die Existenz (mindestens) einer elliptischen Ebene: Sei {\displaystyle K} ein formal reeller Körper, dann wird durch die symmetrische Bilinearform {\displaystyle B(x,y)=x_{1}y_{1}+x_{2}y_{2}+x_{3}y_{3}} auf {\displaystyle K^{3}} eine projektive Polarität der projektiven Ebene {\displaystyle \mathbb {P} ^{2}(K)} definiert, mit der diese Ebene zu einer elliptischen Ebene wird. Der Körper {\displaystyle K} muss nicht archimedisch sein.

## Ebene Modelle

### Die reelle elliptische Ebene und ihre Darstellung auf der Kugel

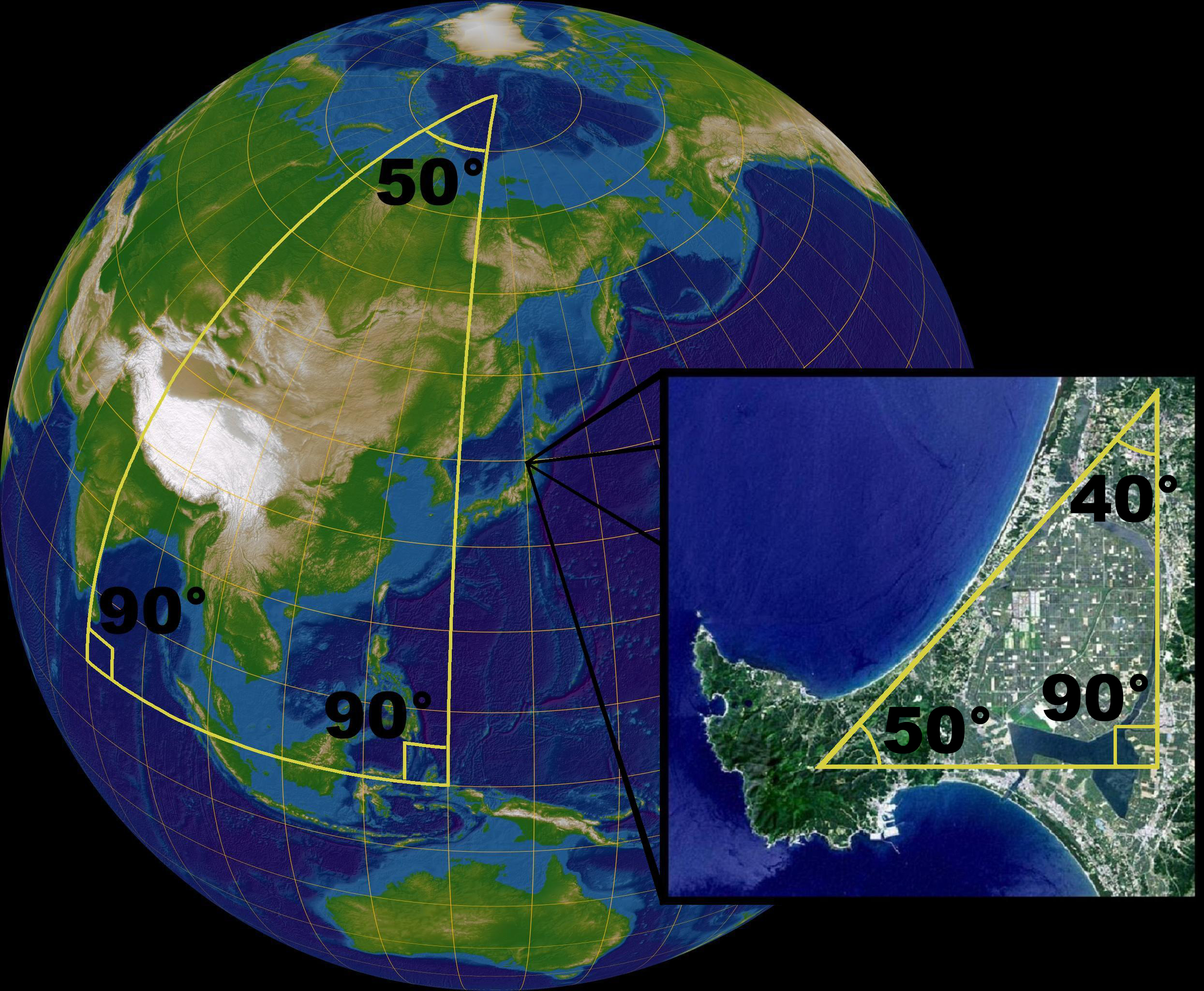
In der reellen elliptischen Geometrie ist die Winkelsumme im Dreieck größer 180°, 2 Rechte bzw..

Über dem Körper der reellen Zahlen existiert bis auf Isomorphie nur eine elliptische Ebene: Eine bekannte Darstellung dieses reellen Modells liefert die sphärische Geometrie, die man als Veranschaulichung der projektiven Ebene über den reellen Zahlen {\displaystyle \mathbb {R} } verstehen kann, wenn man gegenüberliegende Punkte identifiziert. Die zusätzliche, elliptische Struktur ergibt sich durch die hier beschriebene elliptische Polarität.
- Die „Ebene“ ist eine Kugel,
- ein „Punkt“ ist ein Paar von zwei Punkten auf der Kugeloberfläche, die einander gegenüberliegen, und
- eine „Gerade“ ist ein Kreis auf der Kugeloberfläche, dessen Mittelpunkt die Mitte der Kugel ist (ein Großkreis).

Als anschaulichen Unterschied zur euklidischen Geometrie kann man die Winkelsumme von Dreiecken betrachten, die in diesem Modell immer über 180° liegt – die feste Winkelsumme von 180° in der euklidischen Geometrie ist äquivalent zum Parallelenpostulat. Wählt man zwei Geraden durch den Nordpol, die miteinander den Winkel {\displaystyle a} bilden, so schneiden diese den Äquator im Winkel von 90°. Also hat das entstandene Dreieck eine Winkelsumme von 180°+{\displaystyle a}. Vergleiche dazu die Abbildung rechts, dort ist {\displaystyle \mathbf {a} =50^{\circ }}.
Zunächst sind die Winkel zwischen Großkreisen „euklidische“ Winkel zwischen den Ebenen, auf denen die Großkreise liegen (bzw. zwischen zugehörigen Normalenvektoren). Im reellen Fall bereitet das aber keine Schwierigkeiten, solange nur Figuren auf der Kugel betrachtet werden, die in der Kugel ohne verklebte Gegenpole ganz in einer „Halbkugel ohne ihren Rand“ enthalten sind.
Das rechts eingeblendete „kleine“ Dreieck auf der Landkarte soll anschaulich machen, dass sich für kleine Dreiecke auf der Kugel näherungsweise bzw. in der euklidisch-ebenen (dann verzerrten) Karte eines Kugelausschnitts exakt die gewohnte Winkelsumme von 180° ergibt, diese zweite Aussage trifft zu.
Die erste Aussage, dass sich hinreichend kleine Ausschnitte einer Weltkarte tatsächlich näherungsweise euklidisch verhalten, trifft auch zu. Das kann durch eine Landkarte aber nur veranschaulicht werden, wenn die dargestellten Dreiecksseiten Großkreisen auf der Kugel entsprechen, was bei den üblichen Kartenprojektionen höchstens für zwei der drei Dreiecksseiten zu einer Darstellung als exakt gerade Strecken führen kann (vergleiche hierzu Mercator-Projektion), ohne dass die Winkel, um die es geht, doch verzerrt werden.
→ Zu Flächeninhaltsberechnungen und Dreieckskongruenzsätzen für die reelle elliptische Ebene siehe Kugeldreieck, wobei die im nächsten Abschnitt erläuterte Beschränkung der Längen und Winkel beachtet werden muss.

### Ebenen und Geraden im dreidimensionalen Vektorraum
Die projektive Ebene {\displaystyle \mathbb {P} ^{2}(K)} über einem Teilkörper {\displaystyle K} der reellen Zahlen lässt sich veranschaulichen als Menge der Geraden (als projektive Punkte) und Ebenen (als Geraden) in dem Vektorraum {\displaystyle K^{3}\subseteq \mathbb {R} ^{3}}. Wird die elliptische Polarität durch {\displaystyle B(x,y)=x_{1}y_{1}+x_{2}y_{2}+x_{3}y_{3}} definiert („reelle elliptische Standardpolarität“), dann ist eine Vektorraumgerade (also ein Punkt der elliptischen Geometrie) im üblichen euklidischen Sinn senkrecht zu genau einer Ebene (einer Geraden der elliptischen Geometrie). Jedes solche Paar (Gerade, senkrechte Ebene) im Vektorraum ist in der elliptischen Geometrie ein (Pol, Polare)-Paar. Zwei elliptische Geraden sind genau dann senkrecht zueinander, wenn ihre zugehörigen Ebenen im Vektorraum im euklidischen Sinn senkrecht zueinander sind. So kann man wie bei der Kugeldarstellung oben beschrieben auch allgemeiner für Teilkörper von {\displaystyle \mathbb {R} } das euklidische Winkelmaß übertragen.
Die Winkel und Längen der Kugeldarstellung sind hier Drehwinkel zwischen zweidimensionalen Unterräumen (elliptische Winkel) bzw. zwischen eindimensionalen Unterräumen (elliptische Streckenlängen) des {\displaystyle K^{3}}. Dieser Längenbegriff stimmt mit der Längenmessung der sphärischen Geometrie überein, wenn man die Einheitssphäre verwendet und nur Längen und Winkel betrachtet, die kleiner oder gleich 1 Rechter Winkel (90° bzw. {\displaystyle {\frac {\pi }{2}}}) sind, bei größeren Winkeln zwischen Ebenen ist der Nebenwinkel zu nehmen, bei größeren Abständen zwischen Punkten {\displaystyle \lambda } ebenso {\displaystyle \lambda '=\pi -\lambda }, da man ja (Winkel-)Abstände zwischen Ursprungsgeraden im {\displaystyle \mathbb {R} ^{3}} bestimmt. Es gilt dann außerdem, wenn man diese Beschränkung beachtet:
Der Winkel zwischen zwei elliptischen Geraden ist gleich dem Abstand ihrer Pole, die Entfernung zwischen zwei elliptischen Punkten ist gleich dem Winkel zwischen ihren Polaren.
Dieser Winkel- und Abstandsbegriff kann auch auf elliptische Ebenen {\displaystyle (\mathbb {P} ^{2}(K),B)} über Teilkörpern der reellen Zahlen übertragen werden, sofern die symmetrische Bilinearform {\displaystyle B}, die die projektive elliptische Polarität in {\displaystyle \mathbb {P} ^{2}(K)} definiert, zu der in diesem Abschnitt beschriebenen „elliptischen Standardform“ {\displaystyle B(x,y)=x_{1}y_{1}+x_{2}y_{2}+x_{3}y_{3}} äquivalent ist. Vergleiche dazu die nachfolgenden Beispiele.

### Beispiele für rationale elliptische Ebenen

Das im Text beschriebene Polardreieck in der „gewöhnlichen“ rationalen elliptischen Ebene. Die „Seite“ kann einmal halbiert werden, dies ergibt den Punkt. Die hellblauen „Seiten“ und im Dreieck haben keine rationalen Mittelpunkte.

Die „gewöhnliche“ Polarität
Betrachtet man speziell {\displaystyle K=\mathbb {Q} }, den Körper der rationalen Zahlen mit der reellen elliptischen Standardpolarität, die durch die Bilinearform {\displaystyle B(x,y)=x_{1}y_{1}+x_{2}y_{2}+x_{3}y_{3}} bestimmt ist, dann ist dies eine elliptische Teilebene der reellen elliptischen Ebene. Ausgehend von dem Polardreieck {\displaystyle A=<1,0,0>,B=<0,1,0>,C=<0,0,1>} bilden wir Streckenmittelpunkte, vergleiche die Abbildung rechts. {\displaystyle M=M_{AC}=<1,1,0>} ist ein reeller und damit auch rationaler Mittelpunkt der „Strecke“ {\displaystyle (A,B)}. – Es gibt einen zweiten Mittelpunkt {\displaystyle M'=<1,-1,0>\neq M} auf der elliptischen Geraden {\displaystyle AB}: Es ist der Spiegelpunkt von {\displaystyle M} bei der Spiegelung an {\displaystyle B}, dieser muss aber für das Folgende nicht weiter berücksichtigt werden.
Die „Strecke“ {\displaystyle (A,M)}, besser das geordnete Punktepaar hat keinen rationalen Mittelpunkt: Der reelle Mittelpunkt {\displaystyle N=\left(A+\left({\tfrac {1}{\sqrt {2}}},{\tfrac {1}{\sqrt {2}}}\right)\right)/2} ist keine rationale Gerade. Also hat die Strecke {\displaystyle (A,M)} keinen Mittelpunkt. Das Beispiel zeigt, wie im Fall eines Teilkörpers (hier {\displaystyle \mathbb {Q} }) reell ein Nichtexistenzbeweis geführt werden kann, und dass eine Strecke in einer elliptischen Ebene keine Mitte haben muss. Wendet man auf das Dreieck {\displaystyle AMC} den Mittelsenkrechtensatz der absoluten Geometrie an, genauer nur den (euklidisch uninteressanten) Existenzschluss: Haben zwei Seiten eines Dreiecks eine Mittelsenkrechte, dann auch die Dritte, dann ergibt sich damit, dass auch wenigstens eines der Paare {\displaystyle (A,C)} oder {\displaystyle (M,C)} keine Mitte hat. Da  {\displaystyle (A,C)} nach der analogen Rechnung wie oben für {\displaystyle (A,B)} eine Mitte hat, besitzt {\displaystyle (M,C)}, die die gleiche „Länge“ {\displaystyle {\frac {\pi }{2}}} wie {\displaystyle (A,C)} hat, keine Mitte. Betrachtet man dies alles auf der euklidischen Einheitskugel, dann sieht man, dass die Ausgangspunkte A,B,C (projektive Geraden!) diese Kugel in je zwei gegenüberliegenden rationalen Punkten schneiden, der projektive Punkt {\displaystyle M=<1,1,0>} aber bereits nicht mehr. Man muss daher mit dem Kugelmodell für Teilkörper der reellen Zahl vorsichtig argumentieren.
Eine indefinite elliptische Polarität
Wählt man eine feste positive ganze Zahl {\displaystyle k} mit {\displaystyle k\equiv 3{\pmod {4}}}, dann ist die Formgleichung {\displaystyle x_{1}^{2}-kx_{2}^{2}-kx_{3}^{3}=0} nicht durch ein Tripel {\displaystyle (x_{1},x_{2},x_{3})\in \mathbb {Z} ^{3}\setminus \{0\}} ganzer Zahlen ohne gemeinsamen Teiler lösbar, denn {\displaystyle x_{1}^{2}-kx_{2}^{2}-kx_{3}^{2}\equiv 0{\pmod {4}}} ist nur durch drei gerade Zahlen lösbar. Daher bestimmt die Bilinearform {\displaystyle B_{k}(x,y)=x_{1}y_{1}-kx_{2}y_{2}-kx_{3}y_{3}} eine elliptische Polarität. Mit dieser Polarität kann die rationale elliptische Ebene aber auch nicht in die reelle elliptische Ebene eingebettet werden, denn über {\displaystyle \mathbb {R} } ist die Form {\displaystyle B_{k}} hyperbolisch!
Damit hat man mindestens zwei nicht isomorphe elliptische Ebenen über dem gleichen Körper {\displaystyle K=\mathbb {Q} }. – Tatsächlich unendlich viele, denn Formen {\displaystyle B_{k},B_{l}} mit {\displaystyle 0<k,l\equiv 3{\pmod {4}}} ergeben nur dann isomorphe rationale elliptische Geometrien, wenn {\displaystyle k=c^{2}l,\;c\in \mathbb {Q} ^{*}} gilt, {\displaystyle k} und {\displaystyle l} also quadratisch äquivalent sind.

## Höherdimensionale elliptische Räume
Drei- und höherdimensionale elliptische Geometrien werden im Artikel Metrische absolute Geometrie axiomatisch beschrieben. Sie sind stets projektiv-elliptische Räume. Das heißt: Über einem Körper {\displaystyle K} mit {\displaystyle \operatorname {char} (K)\neq 2} muss eine geeignete elliptische Polarität durch eine nullteilige, symmetrische Bilinearform {\displaystyle B} vom Rang {\displaystyle n+1} auf {\displaystyle V=K^{n+1}} erklärbar sein. Damit kann dann ein {\displaystyle n}-dimensionaler projektiv-elliptischer Raum {\displaystyle (\mathbb {P} ^{n}(K),B)} über {\displaystyle K} definiert werden. Diese Konstruktion wird im Artikel 
Projektiv-metrische Geometrie erläutert.